# مایلس هیپولیت
مایلس هیپولیت (انگلیسی: Myles Hippolyte؛ زادهٔ ۹ نوامبر ۱۹۹۴) بازیکن فوتبال اهل بریتانیا است.
از باشگاه‌هایی که در آن بازی کرده است می‌توان به باشگاه فوتبال تاموورث، باشگاه فوتبال لیوینگستون، باشگاه فوتبال بورنهام، باشگاه فوتبال فالکیرک، باشگاه فوتبال ساوتال، باشگاه فوتبال هیز و یدینگ یونایتد، و باشگاه فوتبال برنتفورد اشاره کرد.
وی همچنین در تیم ملی فوتبال گرنادا بازی کرده است.